# Jason Cranford Teague
Jason Cranford Teague es un diseñador web y autor. Diseñó la Computer-Mediated Communications Magazine, la primera revista en línea, en 1994.
Es conocido por sus libros CSS3 Visual Quickstart (2013) y Fluid Web Typography (2012).

## Diseño
Teague lleva más de 20 años trabajando como diseñador web. Entre sus clientes más destacados se encuentran EPA, USDA, Aspen Institute, Marriott, Bank of America, Cisco, Coca-Cola, Virgin Group, CNN, Kodak y WebMD.

## Libros publicados
Teague ha escrito varios libros y artículos sobre diseño web y medios de comunicación. Entre sus libros se encuentran el éxito de ventas DHTML and CSS for the World Wide Web (originalmente de 1999, quinta edición de 2013), Final Cut Pro 4 and the Art of Filmmaking (2004), Photoshop at Your Fingertips (2004) y Speaking In Styles (2009).

### Publicados
- CSS3 Visual Quickstart, 6.ª edición
- Tipografía web fluida: Una guía
- Hablando de Estilos: Un manual de CSS para diseñadores web
- CSS3 Visual Quickstart, 5ª edición
- CSS, DHTML y Ajax: Guía visual de inicio rápido, 4ª edición
- DHTML y CSS Avanzado

### Fuera de impresión
- Photoshop al alcance de la mano, 2ª edición
- Photoshop al alcance de la mano
- Fundamentos de Final Cut Express
- SVG para diseñadores web
- Final Cut Pro y el arte de hacer películas, 2ª edición
- Final Cut Pro y el arte de hacer películas
- DHTML & CSS Visual QuickStart, 3ª edición
- DHTML & CSS Visual QuickStart, 2ª edición
- DHTML Visual Quickstart
- Cómo programar HTML Frames: Diseño de interfaces y Javascript

## Artículos publicados
Teague ha colaborado con numerosos artículos en Apple Developers Connection, Computer Arts Magazine y Macworld Magazine. Escribe regularmente sobre tecnología, política y cultura en webbedENVIRONMENTS. También ha aparecido en el programa The Screen Savers de TechTV.